# Bostrichoclerus bicornis
Bostrichoclerus bicornis là một loài bọ cánh cứng thuộc họ mierkevers (Cleridae). Loài này được Van Dyke miêu tả về mặt khoa học đầu tiên năm 1938.